# Mr. Wise, Investigator
Mr. Wise, Investigator è un cortometraggio muto del 1911, sceneggiato e diretto da E. Mason Hopper qui alla sua seconda regia cinematografica.
Il film ha come interpreti l'attore teatrale Sidney Ainsworth, Victor Potel e Ruth Stonehouse.

## Produzione
Il film fu prodotto dalla Essanay Film Manufacturing Company.

## Distribuzione
Distribuito dalla General Film Company, il film - un cortometraggio di 170 metri - uscì nelle sale cinematografiche USA il 25 luglio 1911. Nelle proiezioni, veniva programmato con il sistema dello split reel, accorpato in un'unica bobina con un altro cortometraggio prodotto dalla Essanay, la comica Five Bold, Bad Men.